# Nowy Akatuj
Nowy Akatuj (ros. Новый Акатуй) – wieś (ros. село, trb. sieło) w rejonie alieksandrowo-zawodskim (Kraj Zabajkalski w Rosji), obok wsi Stary Akatuj.
Nazwa Akatuj pochodzi od nazwy najwyższej góry wśród pasm górskich znajdujących się w okolicy, która to z kolei nazwa wywodzi się od buriackiego Aha lub Ahat co oznacza „starszy” lub „dowódca”. W okolicach wsi, w 1815 roku odkryto pokłady srebra i ołowiu, a pomiędzy 1832 a 1917 rokiem we wsi znajdowało się akatujskie więzienie katorżnicze. Od 1890 roku więzienie przekształcono w katorgę dla więźniów politycznych, a od 1911 przekształcono je w zakład dla kobiet. Latem 1917 roku więzienie zamknięto.
W latach 1842–1857 w okolicy na zesłaniu przebywał powstaniec listopadowy, przywódca sprzysiężenia podchorążych płk Piotr Wysocki.